# Eremogone insignis
Eremogone insignis är en nejlikväxtart som först beskrevs av Dmitrij Litvinov, och fick sitt nu gällande namn av S.S. Ikonnikov. Eremogone insignis ingår i släktet Eremogone och familjen nejlikväxter. Inga underarter finns listade i Catalogue of Life.